# Poa subspicata
Poa subspicata là một loài cỏ trong họ hòa thảo, thuộc chi poa.